# Dedeman
Dedeman este o companie din orașul Bacău, România care se ocupă cu vânzarea de materiale de construcții și produse de amenajare pentru casă și grădină.
Principalii concurenți ai Dedeman în România sunt ramurile locale ale rețelelor de retail multinaționale Leroy Merlin, Brico Dépôt (Kingfisher) și Hornbach, precum și rețeaua românească Mathaus (Arabesque).

## Istoric
Compania, înființată în anul 1992 la Bacău, creată și controlată integral de oamenii de afaceri Dragoș și Adrian Pavăl, este liderul național în retailul materialelor de construcții și al amenajărilor interioare. Dedeman a devenit liderul pieței de bricolaj încă din 2010, când i-a depășit pe germanii de la Praktiker în ceea ce privește vânzările, iar în 2012 a ajuns să dețină o rețea de 30 de magazine în România, în condițiile în care Praktiker rămăsese cu doar 27 de unități.
În anul 1994, Dedeman avea doar 11 angajați. În 2002, echipa era deja formată din 245 de oameni, iar în prezent, peste 12.000 de angajați stau la dispoziția clienților care trec pragul magazinelor.
La Dedeman, clienții pot găsi articole destinate instalațiilor termice, sanitare, electrice, de canalizare și gaz, materiale de bază în construcții, materiale pentru amenajări interioare, scule și accesorii, unelte și utilaje, echipamente de protecție, articole pentru grădină și activități în aer liber, mobilier, electronice și electrocasnice.
Gama produselor comercializate este extrem de generoasă, depășind 60.000 de produse în magazinele fizice Dedeman și 85.000 de produse disponibile în magazinul online, acestea provenind de la furnizori naționali în proporție de aproximativ 85% sau din importuri (din țări precum Franța, Italia, Spania, Polonia, Slovacia, Germania și China). 
În anul 2024, Dedeman deține o rețea de 63 de magazine, după deschiderea primului magazin din Pașcani și se află în continuare în plin proces de extindere la nivel național.

## Grupul Dedeman
Compania Dedeman este deținută de Pavăl Holding. 
Pavăl Holding este vehiculul de investiții fondat de oamenii de afaceri Dragoș și Adrian Pavăl, fiind totodată cel mai mare grup antreprenorial local. Pe lângă Dedeman, Pavăl Holding deține și multiple alte investiții de mare profil în România în sectoare precum imobiliare, private equity, agricultură, automobile, energie, industrie și domeniul bancar.
Prin intermediul Pavăl Holding, Dragoș și Adrian Pavăl au achiziționat pachete de acțiuni la companiile Cemacon, Electrica, Transelectrica, Nuclearelectrica, Conpet, Transgaz, Romgaz, Banca Transilvania, BRD, Alro Slatina, Purcari Wineries, Vrancart, Antibiotice Iași, Simtel Team, Transport Trade Services, Grupul Tei (din care fac parte Farmacia Tei și Bebe Tei) și Promateris.
În 2018, compania a început și o serie de achiziții imobiliare, cumpărând mai întâi clădirea The Bridge din București , pentru ca în 2019 să achiziționeze proiectul imobiliar The Office din Cluj-Napoca. În prezent, portofoliul de real estate al Pavăl Holding cuprinde și proiectele Dacia One, U Center, precum și alte 7 clădiri de birouri achiziționate de la CA Immo la finalul anului 2022 (Bucharest Business Park, Campus 6.1 , Europe House, Opera Center I, Opera Center II, Orhideea Towers și Riverplace).
În luna mai 2019, are loc lansarea oficială a fondului de private equity dedicat întreprinderilor mici și mijlocii - EquiLiant Capital. Fondul este finanțat în întregime de Pavăl Holding.
Pavăl Holding a înființat de curând compania Grunman Energy, care va produce energie electrică prin intermediul centralelor fotovoltaice instalate pe acoperișurile celor șapte centre logistice Dedeman din țară.
Din holding face parte și compania Daren Automobile (dealer Dacia, Renault, Nissan),[1] cu sucursale în Bacău și Onești.
În 2023, Pavăl Holding achiziționează Grand Hotel Gardone din Italia alături de Apex Alliance. 

## Responsabilitate socială
Dincolo de dezvoltarea economică, Dedeman și-a asumat angajamentul continuu de a contribui la îmbunătățirea vieții comunității din care face parte și în care își desfășoară activitatea. De-a lungul vremii, compania Dedeman a investit în sport, educație, cultură și în planuri pentru comunitate și mediu, toate acestea fiind însumate sub umbrela proiectului "Planuri de bine".
În octombrie 2011 Dedeman a devenit pentru prima dată sponsor al Comitetului Olimpic și Sportiv Român (COSR), pentru o perioadă de 2 ani. Ulterior, parteneriatul a fost reluat în 2015 sub brandul Team Romania, când Dedeman a devenit Partener Principal al COSR.  Astfel, compania Dedeman a fost alături de sportivii români la Jocurile Olimpice de Vară de la Londra (2012), Rio (2016) și Tokyo (2021).
În anul 2014, sub sloganul Performanță 100% românească, Dedeman a devenit sponsorul jucătoarei de tenis Simona Halep. În contextul acestui parteneriat, compania Dedeman a construit și câteva terenuri de tenis în orașele Deva, Târgu Jiu, Oradea și București.
Dedeman susține de asemenea, în calitate sponsor, unele federații, fundații și cluburi sportive, precum Federația Română de Atletism, Federația Româna de Tenis, Federația Română de Rugby, Clubul Sportiv Academia de Fotbal „Gheorghe Hagi”, Fundația Olimpică Română, Fundația Nadia Comăneci, dar și numeroase echipe de volei, fotbal, baschet sau hochei. 
Din anul 2014, Dedeman este partener oficial al Festivalului Internațional de Teatru de la Sibiu.